# Hypena lividalis
Hypena lividalis là một loài bướm đêm thuộc họ Erebidae. Nó được tìm thấy ở phần phía tây của miền Cổ bắc và the Neotropics. Một lượng hiếm hoi migrant miền tây, miền trung và miền bắc châu Âu.
Con trưởng thành bay quanh năm. Có nhiều lứa trong năm. Ấu trùng ăn các loài Parietaria và Urtica.